# Корнілов Лавр Георгійович
Лавр Гео́ргійович Корні́лов (Корнилов; 18 (30) серпня 1870 — 31 березня (13 квітня) 1918) — російський генерал від інфантерії, один із керівників «білого» руху в Росії, монархіст. 

## Життєпис
Народився в Казахстані (нині — м. Каракалинськ Карагандинської області).
У 1892 році закінчив Михайлівське артилерійське училище, в 1898 році — Академію Генштабу.
Служив у штабі Туркестанського військового округу. Учасник російсько-японської війни 1904-05 років. Військовий аташе у Китаї (1907—1911 рр).
Під час Першої світової війни 1914—1918 роках командував 48-ю піхотною дивізією, пізніше — корпусом. У березні — квітні 1917 року — командуючий військами Петроградського військового округу, травні-липні — Південно-Західного фронту. З 19.7(1.8) 1917 до 27.8(9.9).1917  років — Верховний Головнокомандувач.
У липні 1917 року Корнілов, прагнучи підвищити боєздатність фронтових частин, наказав українізувати 34 корпус російської армії, яким командував генерал П. Скоропадський (Перший Український Корпус). Наприкінці серпня, очоливши заколот проти Тимчасового Уряду, намагався встановити військову диктатуру. Після ліквідації заколоту Корнілов був заарештований і ув'язнений в тюрмі міста Бихова біля Могилева.
У листопаді 1917 року втік на Дон, де разом з генералом Михайлом Алексєєвим очолив Добровольчу армію.
У квітні 1918 року загинув під час боїв за Катеринодар (нині — Краснодар, Росія).

## Соратники
Одним із найближчих соратників Лавра Корнілова був уродженець Полтавщини Василь Симановський.